# Rete tranviaria di Krasnojarsk
La rete tranviaria di Krasnojarsk è la rete tranviaria che serve la città russa di Krasnojarsk.